# 黙仙
黙仙（もくせん、生没年不詳）は明治時代の日本の口絵画家。

## 来歴
黙仙と号す。広範囲にわたる作家の木版口絵を描いているが、経歴は不明である。
また、村上浪六の小説の口絵は色摺り石版のものが多い。

## 作品
- 「無言の誓」 菊池幽芳作 駸々堂版 明治27年
- 「雛鳥」 中村春雨作 文淵堂版 明治34年
- 「にが笑」 水谷不倒作 駸々堂版 明治35年
- 「自由結婚」上下 徳田秋声作 駸々堂版 明治35年
- 「恋の短銃」 大沢天仙作 駸々堂版 明治36年